# Trionymus kobotokensis
Trionymus kobotokensis är en insektsart som beskrevs av Hiroshi Kanda 1959. Trionymus kobotokensis ingår i släktet Trionymus och familjen ullsköldlöss. Inga underarter finns listade i Catalogue of Life.